# Італійська Серія A 1950–1951
Сезон 1950/51 Серії A — футбольне змагання у найвищому дивізіоні чемпіонату Італії, 20-й турнір з моменту започаткування Серії A. Участь у змаганні брали 20 команд, 2 найгірші з яких за результатами сезону полишили елітний дивізіон.
Переможцем сезону став клуб «Мілан», для якого ця перемога у чемпіонаті стала 4-ю в історії та першою з чемпіонату Італії 1907 року. Значною мірою своїм тріумфом міланський клуб був зобов'язаний трійці шведських нападників, що увійшли до історії під загальним іменем «Гре-Но-Лі» (Гуннар Грен, Гуннар Нордаль та Нільс Лідхольм).
| Чемпіон Італії 1950/51 |
| ---------------------- |
| «Мілан» 4-й титул      |

## Команди-учасниці
Участь у турнірі брали 20 команд:

## Підсумкова турнірна таблиця
|                  |     | Турнірна таблиця 1950—1951 | О  | І  | В  | Н  | П  | М+  | М- |
| ---------------- | --- | -------------------------- | -- | -- | -- | -- | -- | --- | -- |
| Чемпіон Італії   | 1.  | «Мілан»                    | 60 | 38 | 26 | 8  | 4  | 107 | 39 |
|                  | 2.  | «Інтернаціонале»           | 59 | 38 | 27 | 5  | 6  | 107 | 43 |
|                  | 3.  | «Ювентус»                  | 54 | 38 | 23 | 8  | 7  | 103 | 44 |
|                  | 4.  | «Лаціо»                    | 46 | 38 | 18 | 10 | 10 | 64  | 50 |
|                  | 5.  | «Фіорентина»               | 44 | 38 | 18 | 8  | 12 | 52  | 42 |
|                  | 6.  | «Наполі»                   | 41 | 38 | 15 | 11 | 12 | 57  | 52 |
|                  | 7.  | «Болонья»                  | 41 | 38 | 16 | 9  | 13 | 61  | 59 |
|                  | 8.  | «Комо»                     | 40 | 38 | 18 | 4  | 16 | 56  | 66 |
|                  | 9.  | «Удінезе»                  | 35 | 38 | 11 | 13 | 14 | 46  | 61 |
|                  | 10. | «Палермо»                  | 34 | 38 | 14 | 6  | 18 | 59  | 67 |
|                  | 11. | «Про Патрія»               | 34 | 38 | 14 | 6  | 18 | 47  | 74 |
|                  | 12. | «Новара»                   | 33 | 38 | 13 | 7  | 18 | 56  | 67 |
|                  | 13. | «Сампдорія»                | 33 | 38 | 12 | 9  | 17 | 51  | 76 |
|                  | 14. | «Аталанта»                 | 32 | 38 | 10 | 12 | 16 | 48  | 69 |
|                  | 15. | «Луккезе-Лібертас»         | 30 | 38 | 11 | 8  | 19 | 44  | 53 |
|                  | 16. | «Трієстина»                | 30 | 38 | 10 | 10 | 18 | 45  | 67 |
|                  | 17. | «Торіно»                   | 30 | 38 | 9  | 12 | 17 | 46  | 69 |
|                  | 18. | «Падова»                   | 29 | 38 | 12 | 5  | 21 | 49  | 68 |
| Вибув до Серії B | 19. | «Рома»                     | 28 | 38 | 10 | 8  | 20 | 48  | 54 |
| Вибув до Серії B | 20. | »Дженоа"                   | 27 | 38 | 9  | 9  | 20 | 46  | 72 |

## Чемпіони
Склад переможців турніру:
| Воротарі: Лоренцо Буффон (37 матчів), Джованні Роззетті (1). Захисники: Артуро Сільвестрі (38, 2 голи), Омеро Тоньйон (38), Андреа Бономі (38), Маріо Фолья (14), Карло Беллоні (1). Півзахисники: Карло Анновацці (37, 17), Беніньйо Де Гранді (30, 3), Лучіано Карн'єр (1). Нападники: Ренцо Буріні (35, 12), Гуннар Грен (36, 9), Гуннар Нордаль (37, 34), Нільс Лідхольм (31, 13), Маріо Реносто (28, 5), Ауреліо Сантагостіно (14, 9), Альбано Вікаріотто (2). Тренер: Лайош Цейзлер. |

## Бомбардири
Найкращим бомбардиром сезону 1950-51 Серії A удруге поспіль став шведський нападник «Мілана» Гуннар Нордаль, який відзначився 34 забитими голами.
|     | Гравець             | Команда          | Громадянство | Голів | (пенальті) |
| --- | ------------------- | ---------------- | ------------ | ----- | ---------- |
| 1º  | Гуннар Нордаль      | «Мілан»          | Швеція       | 34    | -          |
| 2º  | Іштван Ньєрш        | «Інтернаціонале» | Угорщина     | 31    | 4          |
| 3º  | Карл Хансен         | «Ювентус»        | Данія        | 23    | 6          |
|     | Фаас Вілкес         | «Інтернаціонале» | Нідерланди   | 23    | -          |
| 5º  | Джамп'єро Боніперті | «Ювентус»        | Італія       | 22    | -          |
| 6º  | Беніто Лоренці      | «Інтернаціонале» | Італія       | 21    | -          |
| 7º  | Йон Хансен          | «Ювентус»        | Данія        | 20    | -          |
| 8º  | Сільвіо Піола       | «Новара»         | Італія       | 19    | 2          |
|     | Йорген Соренсен     | «Аталанта»       | Данія        | 19    | 4          |
| 10º | Карло Анновацці     | «Мілан»          | Італія       | 16    | 8          |
|     | Джино Каппелло      | «Болонья»        | Італія       | 16    | 2          |
| 10º | Карл Праст          | «Ювентус»        | Данія        | 16    | -          |